# Kalkbarrskog

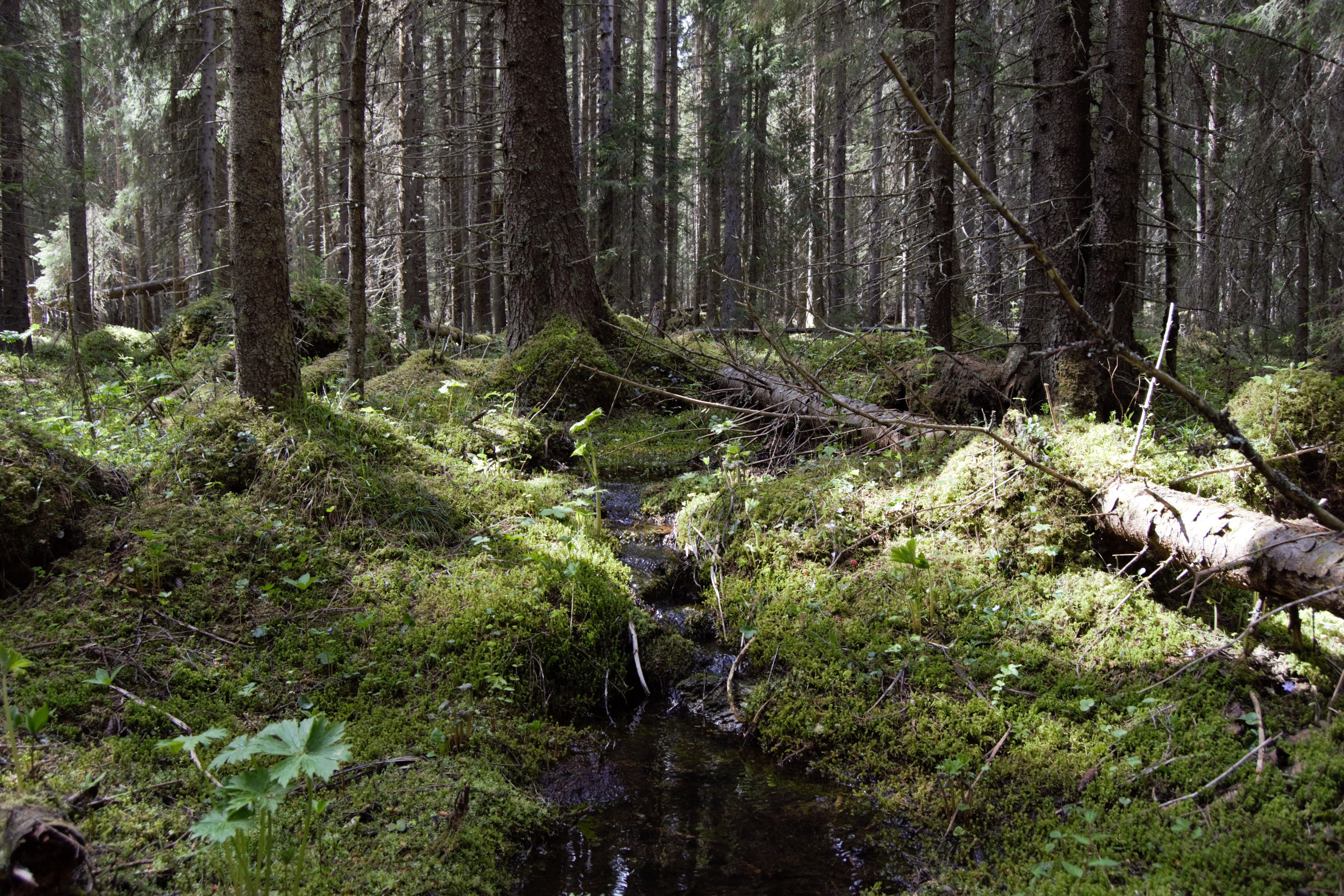
Bye kalkbarrskog i Jämtland

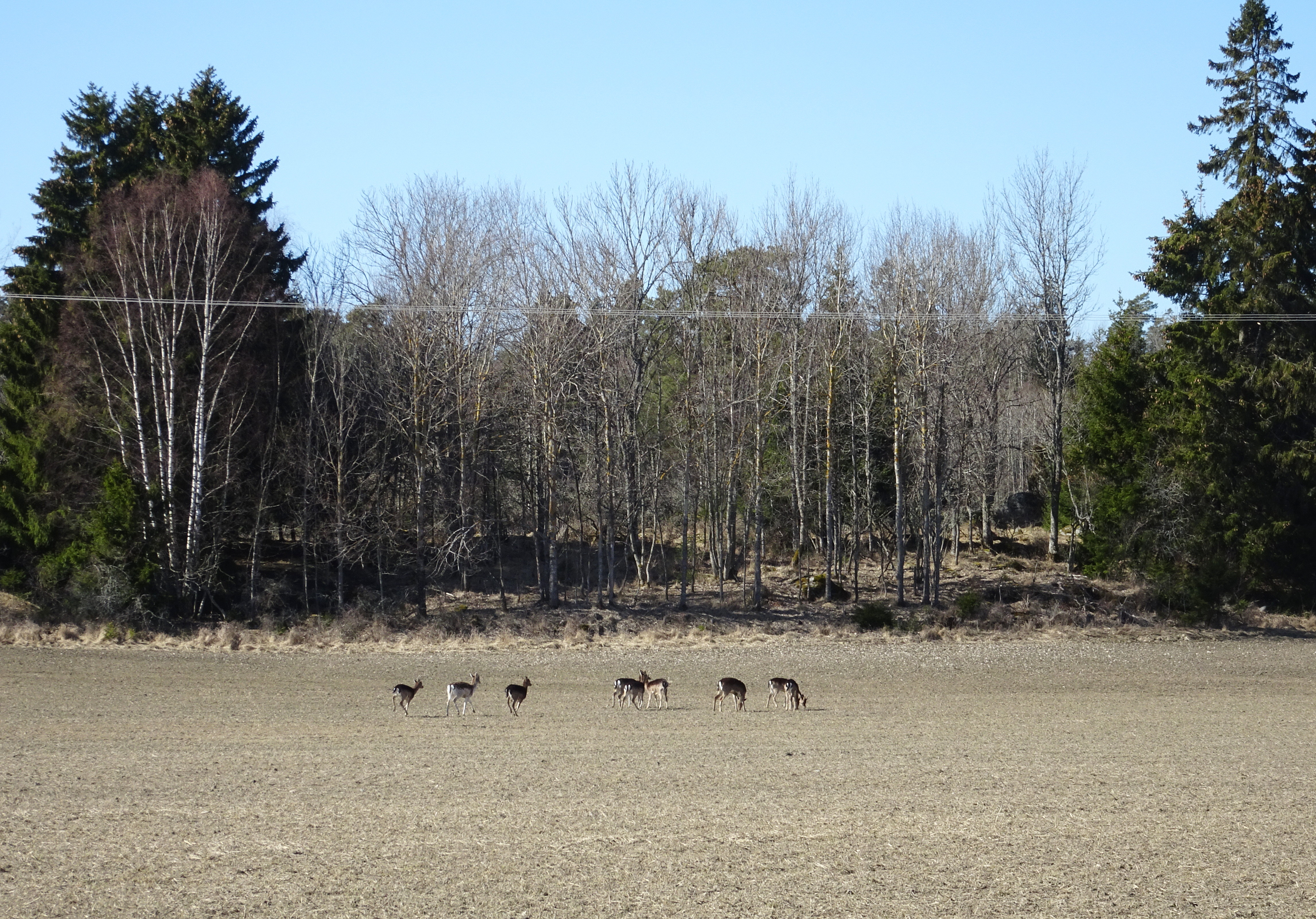
Tomtaklintskogens naturreservat i Södermanland

Kalkbarrskog är en i ovanlig naturtyp, som i Sverige är vanligast förekommande på Gotland, i nordöstra Uppland och i Jämtland. Kalkbarrskogar är gran- som talldominerade skogar som uppkommit genom naturlig föryngring på kalkrik mark. Den höga kalkhalten kan finnas i det lösa jordlagret. De kan också uppstå där berggrunden består av kalksten, basiska skiffrar eller grönsten (hyperit, diabas, basalt, diorit, gabbro, amfibolit). 
Biotopen är artrik, inte minst vad beträffar kärlväxter och marksvampar. I bottenskiktet är kranshakmossa typisk. I kalkbarrskogar där det funnits flera trädgenerationer utan avbrott växer sällsynta svampar. Svamptrådarna verkar i symbios med trädrötterna (mykorrhiza) och deras mycel kan leva länge i marken, men svamparna har svårt att sprida sig och kolonisera nya träd. 

## Signalarter
- tibast
- underviol
- myskmadra
- blåsippa
- guckusko
- skogsknipprot
- trådfräken
- finbräken
- norna
- skogshakmossa
- taggstjärnmossa
- grangråticka
- korktaggsvampar
- fjälltaggsvampar
- jordstjärnor
- rödgul trumpetsvamp
- lökspindelskivlingar
- porslinsblå spindelskivling
- violspindelskivling
- kejsarskivling
- flattoppad klubbsvamp
- svavelriska
- granriska
- mandelriska
- guldkremla
- brandmusseron
- klibbskivlingar

## Exempel på naturreservat med kalkbarrskog i Sverige
- Bruten på Gotland (57°44′48″N 18°47′48″Ö / 57.74667°N 18.79667°Ö)
- Träskvidar på Gotland (57°47′08″N 18°53′42″Ö / 57.78556°N 18.89500°Ö)
- Snögrinde på Gotland (57°21′46″N 18°17′31″Ö / 57.36278°N 18.29194°Ö)
- Sojdmyr på Gotland (57°33′58″N 18°42′33″Ö / 57.56611°N 18.70917°Ö)
- Hinser på Gotland (57°34′21″N 18°46′56″Ö / 57.57250°N 18.78222°Ö)
- Glans kalkbarrskogar i Östergötlands län (58°37′10″N 15°50′38″Ö / 58.61944°N 15.84389°Ö)
- Djupviksberget i Södermanlands län (58°49′31″N 16°19′31″Ö / 58.82528°N 16.32528°Ö)
- Tomtaklintskogens naturreservat i Södermanlands län (58°54′45″N 17°33′48″Ö / 58.91250°N 17.56333°Ö)
- Arvaby naturreservat i Örebro län (59°16′37″N 14°54′07″Ö / 59.27694°N 14.90194°Ö)
- Nygårdsvulkanens kalkbarrskog i Örebro län (58°59′56″N 14°51′32″Ö / 58.99889°N 14.85889°Ö)])[2]
- Mårdshytte kalkskog i Örebro län (59°38′46″N 15°03′28″Ö / 59.64611°N 15.05778°Ö)
- Aspenstorps naturreservat i Västmanlands län (59°54′39″N 16°34′25″Ö / 59.91083°N 16.57361°Ö)
- Holmskatens naturreservat i Uppsala län (60°13′36″N 18°35′53″Ö / 60.22667°N 18.59806°Ö)
- Bjännmyrens naturreservat i Jämtlands län  (63°03′12″N 14°46′24″Ö / 63.05333°N 14.77333°Ö)
- Nordanbergsbergets naturreservat i Jämtlands län (63°03′00″N 14°47′00″Ö / 63.05000°N 14.78333°Ö)
- Slåtthornets naturreservat i Jämtlands län (63°03′14″N 14°54′16″Ö / 63.05389°N 14.90444°Ö)
- Ensillre kalkbarrskog i Jämtlands län (62°34′43″N 15°44′17″Ö / 62.57861°N 15.73806°Ö)
- Bye kalkbarrskog  Jämtlands län (63°05′50″N 14°43′00″Ö / 63.09722°N 14.71667°Ö)
- Rutfjällets naturreservat i Jämtlands län (62°58′46″N 15°02′55″Ö / 62.97944°N 15.04861°Ö)
- Snedmyran i Jämtlands län (63°12′46″N 16°27′00″Ö / 63.21278°N 16.45000°Ö)
- Grånmyran i Jämtlands län (63°06′24″N 16°15′26″Ö / 63.10667°N 16.25722°Ö)
- Revaberget södra i Västernorrlands län (62°54′58″N 16°40′16″Ö / 62.91611°N 16.67111°Ö)
- Täljstensskogen i Norrbottens län (67°23′42″N 22°21′16″Ö / 67.39500°N 22.35444°Ö)